# Крейслер, Александр фон
Александр фон Крейслер (англ. Alexander von Kreisler; 21 сентября 1893, Санкт-Петербург — 21 августа 1969) — российско-американский дирижёр, композитор, музыкальный педагог.
Окончил юридический факультет Санкт-Петербургского университета и Санкт-Петербургскую консерваторию (1916). Учился, в частности, у А. К. Лядова, А. К. Глазунова и Н. Н. Черепнина. В последующие пять лет преподавал и дирижировал в Тифлисе, Батуме, Баку, Астрахани, Одессе, Харькове, Саратове, Витебске, Минске, Москве. В 1923—1927 гг. работал в Риге.
В 1927 г. перебрался в США и на следующий год приступил к работе в Консерватории Цинциннати. В разные годы возглавлял в ней оркестровое и оперное отделения, руководил консерваторским оркестром. В 1935—1943 гг. во главе консерваторского оркестра дирижировал еженедельными концертами, транслировавшимися по радио региональной сетью CBS; дал в общей сложности 240 концертов. Часть записей сохранилась, в том числе Концерт для фортепиано с оркестром Эдварда Грига в исполнении Северина Айзенбергера, интересный тем, что Айзенбергер в молодости исполнял его вместе с композитором.
Затем Крейслер некоторое время работал в Нью-Йорке, а с 1945 г. и до конца жизни — в Техасском университете. Преподавал дирижирование и инструментовку, возглавлял университетский оркестр и радиоцентр.
В российский период Крейслер сочинил две симфонии и оперетту, после чего забросил занятия композицией. В годы Второй мировой войны он сочинил несколько маршей, писал музыку для учебных кинофильмов армии и флота США. В 1960-е гг. вернулся к творчеству, создав около сотни камерных миниатюр для разных составов.